# Cratere Edgeworth (Plutone)
Edgeworth è un cratere sulla superficie di Plutone.
Il cratere è dedicato all'astronomo irlandese Kenneth Edgeworth.